# Maurice Turrettini

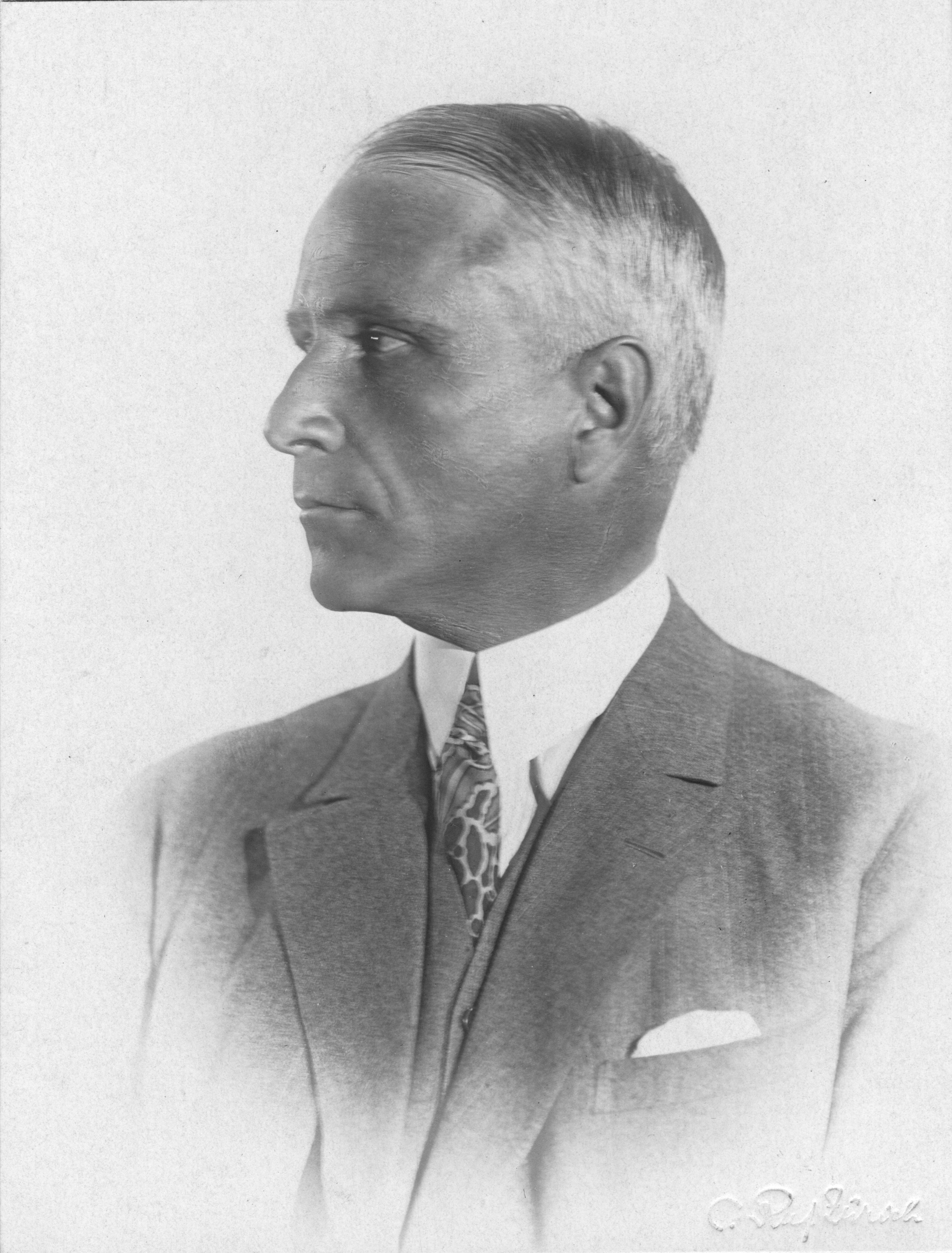
Maurice Turrettini

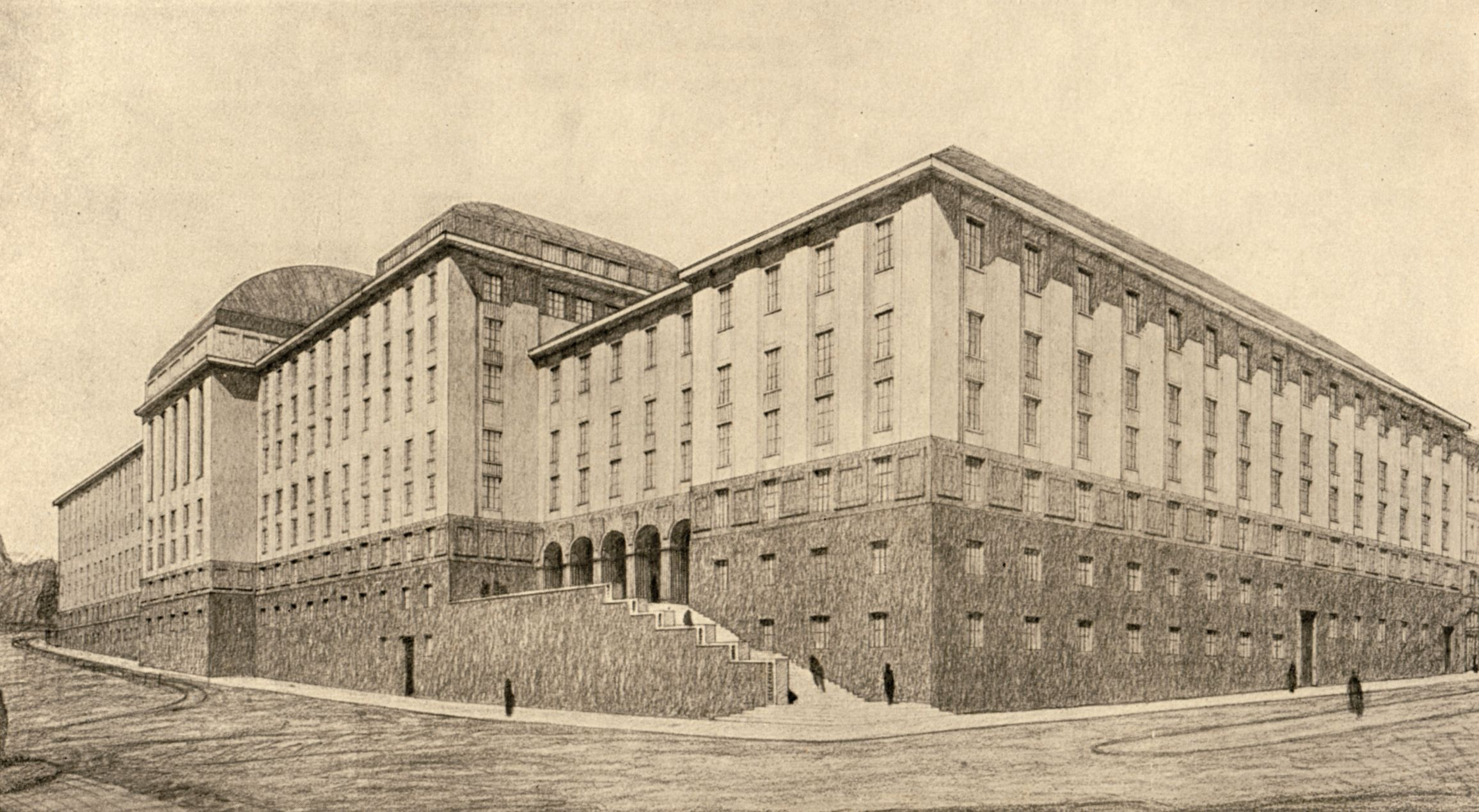
Wettbewerbsprojekt für das Musée d’histoire naturelle in Genf – Ansicht

Maurice Turrettini (* 24. Juli 1878 in Genf; † 25. Oktober 1932 in Boisy bei Ballaison) war ein Schweizer Architekt.

## Leben

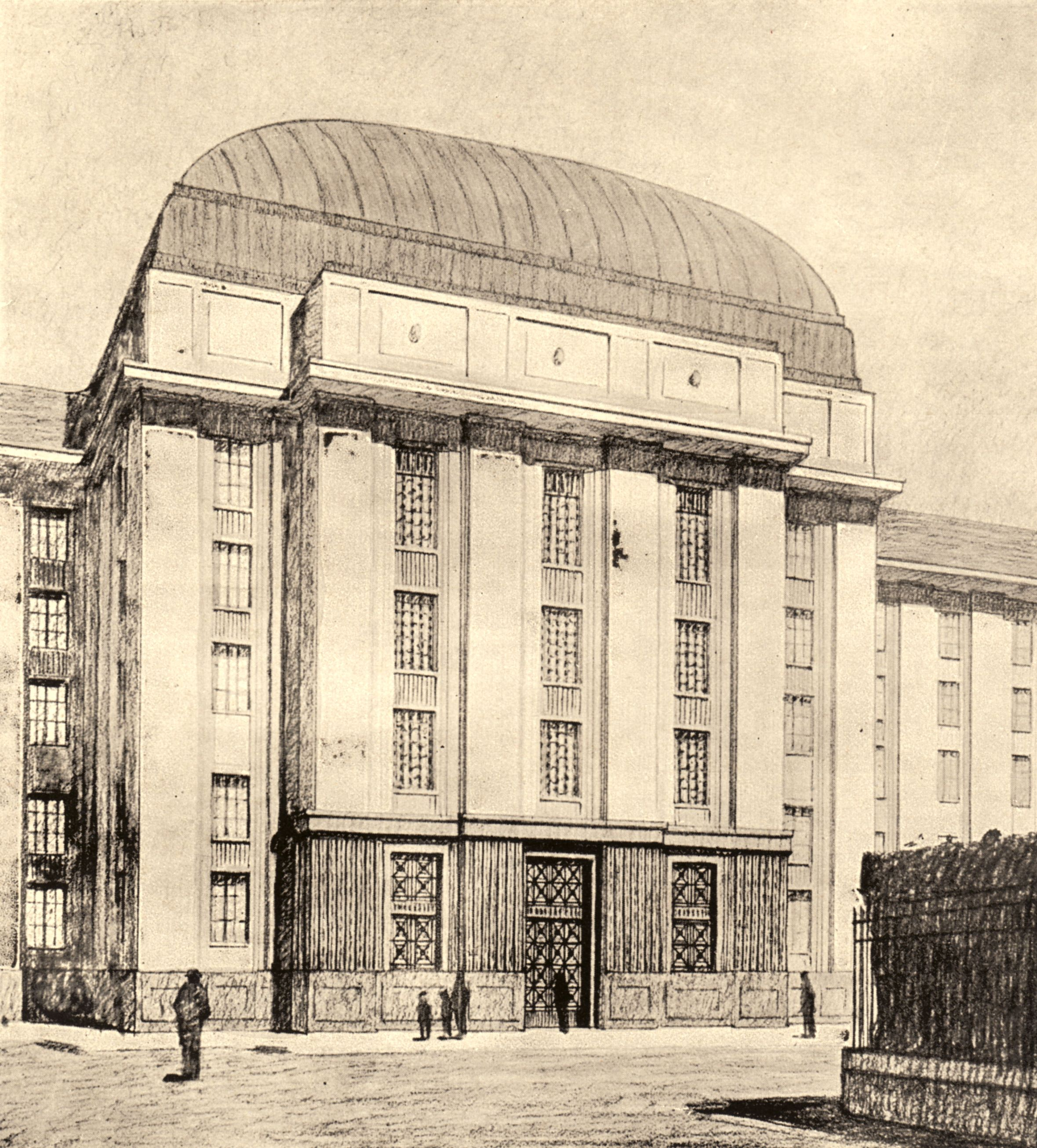
Wettbewerbsprojekt für Musée d'histoire naturelle in Genf – Haupteingang

Maurice Turrettini wurde am 24. Juli 1878 in Genf als Sohn des Bankiers Albert Turrettini und seiner Frau Edmée geborene Mirabaud. Seine Vorfahren stammten ursprünglich aus Lucca in der Toskana und waren 1578 als Glaubensflüchtlinge ins calvinistische Genf gelangt. Im Stammbaum der Familie Turrettini finden sich neben Bankiers auch Theologen wie Jean-Alphonse oder François Turrettini.
Nach der Matura studierte er Architektur am Eidgenössischen Polytechnikum in Zürich. Zu seinen Lehrern zählten Benjamin Recordon, Erbauer des Schweizerischen Bundesgerichts in Lausanne und Professor am Polytechnikum von 1890 bis 1916 sowie Gustav Gull, ehemaliger Stadtbaumeister Zürichs und Professor von 1900 bis 1929.
Nach Abschluss des Studiums und der Rückkehr nach Genf heiratete er 1904 Justine de Watteville (* 3. Juli 1879 in Bern; † 1967) aus der Berner Patrizierfamilie von Wattenwyl. Im Folgejahr gründete er mit dem Architekten Guillaume Revilliod (* 2. Februar 1877 in Genf; † 8. Februar 1961 in Paris) das Architekturbüro Revilliod-Turrettini, das bis 1920 bestand. Das Büro machte sich in den folgenden Jahren einen Namen mit dem Bau und der Renovierung von Bank- und Verwaltungsgebäuden sowie Ein- und Mehrfamilienhäusern. Neben dem Umbau von Landgütern im Umland von Genf und in dem angrenzenden französischen Département Haute-Savoie entwarfen die beiden Architekten auch Fabrikbauten, vor allem während der Jahre des Ersten Weltkrieges.
1907 beteiligte sich Maurice Turrettini an der Standortdiskussion für das zum 400. Geburtstag Johannes Calvins in Genf geplante Reformationsdenkmal. 1911 trat er dem Schweizerischen Ingenieur- und Architekten-Verein bei. Turrettini war ausserdem Mitglied des comité permanent international des architectes und korrespondierendes Mitglied des Royal Institute of British Architects.
Auf sportlichem Gebiet war Turrettini als zehnmaliger Gewinner der Schweizer Tennis-Meisterschaften erfolgreich.
Er starb im Alter von 54 Jahren am 25. Oktober 1932 auf seinem Schloss in Boisy.

## Leistung
Bei seinen Umbauten und Erweiterungen von Schlössern und Landsitzen orientierte und inspirierte sich Turrettini an den lokalen historischen Vorbildern im Umland von Genf und in der Haute-Savoie. Den gleichen Stil setzte er zum Teil auch bei Neubauten ein und bediente damit den eher konservativen Geschmack der Bauherren. Bei seinen Bank- und Geschäftsgebäuden wandte er vorzugsweise moderne Formen an – in diesem Zusammenhang bemerkenswert ist insbesondere das Bankgebäude der Credit Suisse an der Rue de la Conféderation im Stil der Moderne, das er zusammen mit dem Schweizer Betonbaupionier Bauingenieur Robert Maillart ausführte.

## Bauten von Maurice Turrettini (Auswahl)
| 1905        | Renovation Landgut Petit-Cara, Route des Eaux-Belles 36–36, Cara                              |
| 1915 – 1919 | Umbau der Pfarrkirche von Vandœuvres, Place de Vandœuvres 1, Vandœuvres                       |
| 1922 – 1923 | Bankgebäude Hentsch & Cie., Rue de la Corraterie 15–17, Genf                                  |
| 1923        | Restaurierung Landgut Merlinge mit Neubau der Orangerie, Route de Bellebouche 70–74, Merlinge |
| 1929 – 1932 | Bankgebäude Crédit Suisse, Rue de la Conféderation 1, Genf                                    |

## Bauten des Architekturbüros Revilliod-Turrettini (Auswahl)
| 1909 – 1910 | Villa Bois Caran, Collonge-Bellerive für den Schriftsteller Alfred Chenevière |
| 1910 – 1911 | Villa, Route de la Capite 91, Cologny für den Bankier Arthur Chenevière |
| 1912        | 2. Preis im Wettbewerb für das musée d'histoire naturelle, Genf |
| 1913        | Landgut Bois d'Avault, Route de Collex 89, Valavran für Edmond Achard |
| 1914 – 1915 | Strassenbahnhaltestelle Rue de Montblanc/Rue Chantepoulet, Genf |
| 1915 – 1917 | Villa Am Römerholz, Haldenstrasse 95, Winterthur; erbaut für Henri Sulzer-Ziegler, 1924 vom Kunstsammler Oskar Reinhart erworben und 1924/25 erweitert mit Anbau eines Privatmuseums für seine Gemäldesammlung, heute zugänglich als Sammlung Oskar Reinhart «Am Römerholz» |
| 1915 – 1925 | Umbau Schloss Tournay, Pregny-Chambésy für den Genfer Kunstsammler Alfred Baur |
| 1917 – 1919 | Umbau und Aufstockung Hôtel des Bergues, Quai des Bergues 33, Genf |
| 1917 – 1919 | Verwaltungsgebäude für Piccard-Pictet & Cie (Pic-Pic), Rue de Montblanc 3, Genf; nach kurzer Zeit umgebaut zu einem Hotel für die Delegierten des Völkerbundes |
| 1918 – 1919 | Industrie- und Verwaltungsgebäude Gardi SA, Avenue de la Jonction 6–10, Genf |